# HDML

Еволюція мобільних вебстандартів

HDML (англ. Handheld Device Markup Language) — мова розмітки для мобільних телефонів і комп'ютерів, розроблений фірмою Unwired Planet як альтернатива мови WML. Браузери, які працюють на цій мові, можуть інтерпретувати мову WML.
HDML була представлена W3C для стандартизації, проте не була включена в стандарт. Але вона мала значний вплив на розвиток і стандартизацію WML, яка потім замінила HDML на практиці.